# Ehemaliger Hochaltar von St. Andreas (Düsseldorf)
Der ehemalige Hochaltar von St. Andreas in Düsseldorf galt als das bedeutendste Kunstwerk des Düsseldorfer Barocks. Er wurde in den Jahren 1739/1740 von Johann Joseph Couven entworfen und zu Beginn der 1740er Jahre realisiert. In der Nacht vom 10. auf den 11. September 1942 wurde er durch einen britischen Luftangriff zerstört.

## Beschreibung
Paul Clemen beschreibt den verlorengegangen Hochaltar in dem Werk Die Kunstdenkmäler der Rheinprovinz.
Der untere Teil des Hochaltars war vielfach gegliedert. Dort stand auch die Altarmensa mit dem Tabernakel, der durch einen Pelikan gekrönt war. Seitlich, auf den Seitenmauern des Barockaltars, befanden sich die Figuren der Heiligen Ignatius, Aloysius, Franziskus, Xaverius und Aloysius Gonzaga.
Das Mittelfeld wurde durch eine Draperie von purpurnem Samt abgeschlossen. Hinter diesem befand sich ein lebensgroßes, bemaltes Kruzifix, das aus dem 16. Jahrhundert stammte. In der Mitte auf hohem Aufsatz stand eine kleine Holzfigur der Madonna mit dem Kinde auf Erde und Halbmond zwischen zwei Engeln, am oberen Abschluss befand sich das reich vergoldete kurfürstliche Wappen. Das mittlere Feld wurden von sechs Säulen mit vergoldeten korinthischen Kapitellen flankiert, die auf dem unteren Teil des Hochaltars ruhten.
Im oberen Teil befand sich ein hoher, polygonaler Architrav, gestützt auf den sechs Säulen. Darauf erhob sich ein geschweifter und aufgesprengter Ziergiebel, der von einem Gemälde mit dem Thema Himmelfahrt Mariens geschmückt wurde, das sich erhalten hat und heute in den ehemaligen Fürstenlogen der Kirche hängt. Das Gemälde war oval geformt, umrahmt mit einem Strahlenkranz, worauf zwei Engel saßen, die eine Krone trugen. Flankiert wurde dies von knienden Engeln, die auf das Gemälde zeigen, hinter ihnen befanden sich die Figuren der Heiligen Ignatius und Aloysius, als Abschluss zwei Urnen.

„[Der] Hochaltar ist ein mächtiger, überreich verzierter Aufbau, der mit den Seitenmauern durch Bögen mit Thüren verbunden ist, über deren Abschluss die Gestalten der hh. Ignatius, Aloysius, Franziskus, Xaverius, Aloysius Gonzaga, die beiden äusseren kniend, aufgestellt sind. Über einem vielgegliederten Untersatz erhebt sich auf sechs Säulen mit vergoldeten korinthischen Kapitälen der hohe polygonale Architrav, der wieder den geschweiften, durchgebrochenen Giebel trägt. Die Krönung bildet ein Gemälde der auffahrenden Madonna in ovalem Rahmen mit Strahlensonne, auf dem zwei eine Krone haltende Engel sitzen. Zur Seite knieen Engel, die auf den Vorgang in der Mitte hinweisen, hinter ihnen S. Ignatius und S. Aloysius, als Abschluss zwei Urnen. Das Mittelfeld, das sich über dem mit einem Pelikan gekrönten Tabernakel öffnet, wird durch eine Draperie von purpurnem Sammet abgeschlossen, hinter der ein älteres, dem 16. Jh. angehöriges lebensgrosses bemaltes Kruzifix sichtbar wird. In der Mitte auf hohem Aufsatz eine kleine Holzfigur der Madonna mit dem Kinde auf Erde und Halbmond zwischen zwei Engeln, am oberen Abschluss das reich vergoldete kurfürstliche Wappen.“

## Geschichte
Antonio Serro, genannt Krauss, Meister der Hofkirche zu Neuburg a. d. Donau, hatte dem neuen Herzog von Jülich-Berg, Wolfgang Wilhelm aus dem Hause Pfalz-Neuburg, für den Hochaltar zunächst Entwürfe geliefert, die einen Einfluss italienisch-süddeutscher Bauweise zeigen. Diese Entwürfe kamen jedoch nicht zur Ausführung. Im Jahr 1739 traten die Jesuiten mit drei Entwürfen für den noch fehlenden Hochaltar an den pfälzischen Kurfürsten Karl III. Philipp heran. Der Herrscher entschied, dass unter Hinzuziehung des Hofbaumeisters Johann Heinrich Nosthofen ein genauer Entwurf durch einen Künstler erarbeitet werden solle. Die Wahl fiel auf Johann Joseph Couven, der in der Denkschrift zu seinem Entwurf (Holzarbeiten einschließlich Figuren) Kosten von 2700 Reichstalern taxierte. Hinzu kamen 700 Reichstaler für eine Illumination, die der Maler Anton Wisselinck kalkuliert hatte. Im November 1741 wies der Kurfürst die Finanzierung des Hochaltars an, der wohl kurz darauf angefertigt wurde.

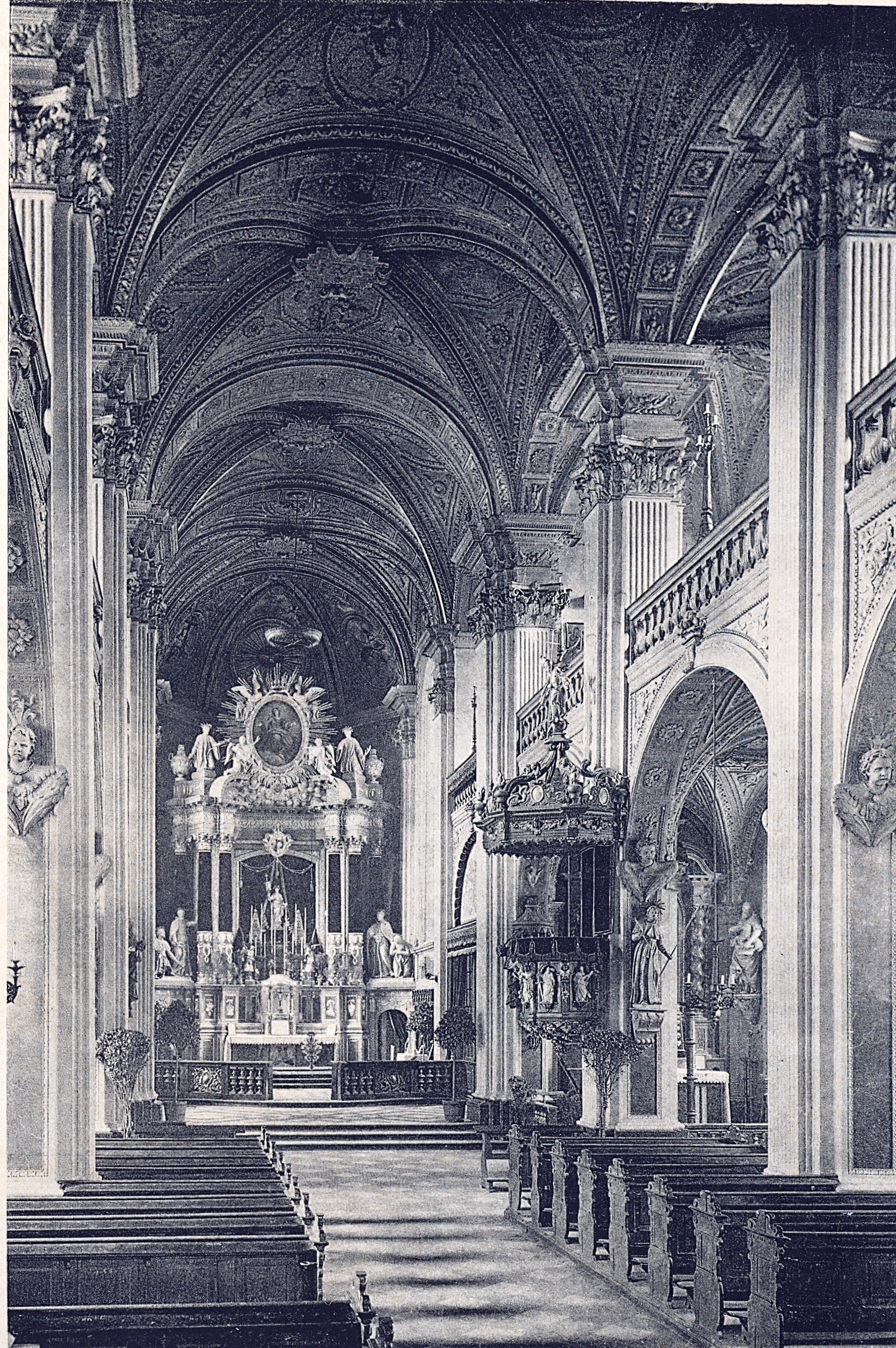
Andreaskirche, Blick auf den Hochaltar
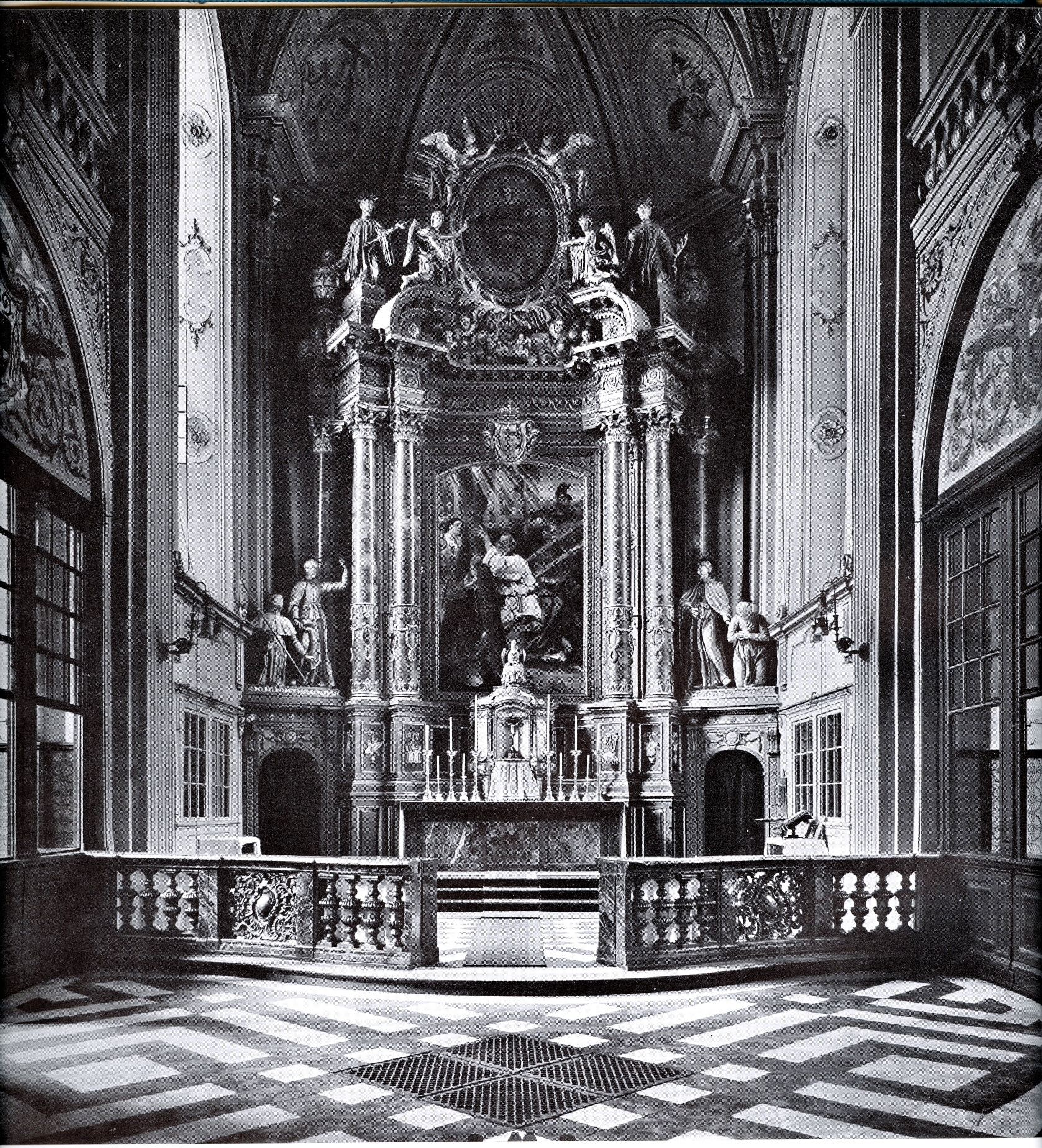
Andreaskirche, Hochaltar im Chor
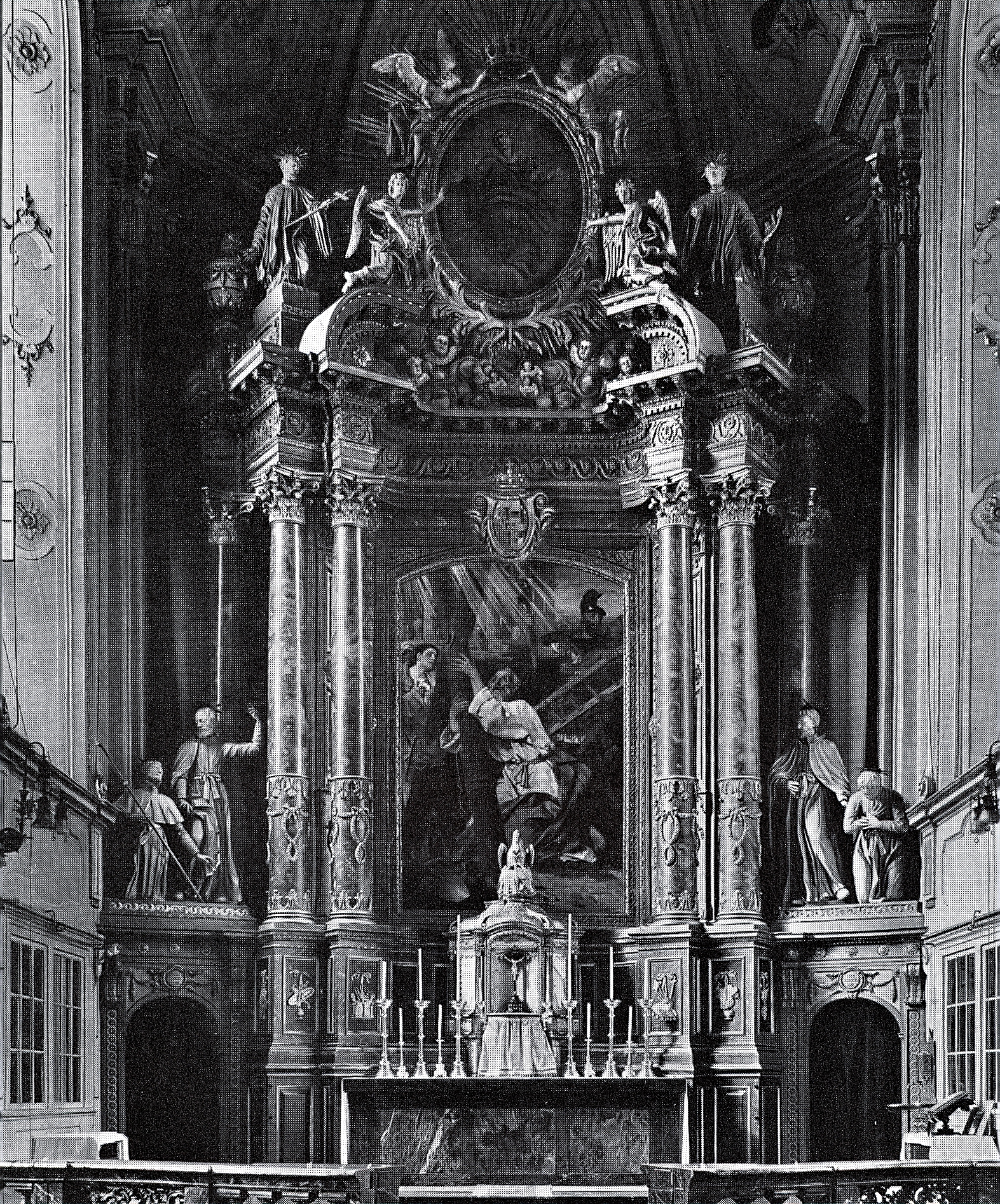
Andreaskirche, Hochaltar im Detail